# Resident Evil Requiem
Resident Evil Requiem é um futuro jogo eletrônico de survival horror desenvolvido e publicado pela Capcom. Será o décimo primeiro título principal da série Resident Evil, sendo a sequência de Resident Evil Village (2021). O jogo apresenta uma nova protagonista, a agente do FBI Grace Ashcroft, que é enviada para investigar mortes misteriosas ocorridas em um hotel.
A Capcom anunciou Requiem durante o Summer Game Fest de 2025. O lançamento está previsto para 27 de fevereiro de 2026 para PlayStation 5, Xbox Series X/S e Windows.

## Premissa
A analista técnica do FBI Grace Ashcroft é enviada para investigar uma série de mortes estranhas ocorridas no hotel onde sua mãe morreu oito anos antes. A história se passará em Raccoon City, cerca de 30 anos após sua destruição em Resident Evil 3: Nemesis (1999), sendo o primeiro jogo da série desde Resident Evil Zero (2002) a se passar na infame cidade. Os jogadores poderão alternar entre as perspectivas de primeira ou terceira pessoa a qualquer momento. Grace será perseguida por um monstro, semelhante aos presentes em títulos anteriores, como Mr. X e Lady Dimitrescu.

## Desenvolvimento
Em 1º de julho de 2024, na Capcom Showcase, foi revelado que a próxima entrada de Resident Evil estava em desenvolvimento e que a direção seria liderada por Koshi Nakanishi. Durante o Summer Game Fest de 2025, em 6 de junho, o jogo e seu título foram oficialmente revelados, com previsão de lançamento para 27 de fevereiro de 2026. O trailer do jogo serviu como revelação final do evento, mostrando Raccoon City devastada, incluindo os escombros da sede do Departamento de Polícia de Raccoon, um dos principais cenários de Resident Evil 2 (1998) e Resident Evil 3: Nemesis (1999). Uma demo jogável será disponibilizada na Gamescom de 2025, de 20 a 24 de agosto. Assim como em todos os jogos da franquia desde Resident Evil 7: Biohazard (2017), Requiem utiliza a RE Engine e segue a convenção de nomenclatura que prioriza subtítulos em vez de números, devido a preocupações de marketing de que números cada vez maiores afastariam novos jogadores.